# Adam Karl Bernhard
Adam Karl Bernhard (* 1807; † 1893) war ein deutscher Orgelbauer, der im 19. Jahrhundert in Hessen wirkte.

## Leben
(Adam) Karl Bernhard war Sohn von Johann Hartmann Bernhard und stammte aus einer Orgelbaufamilie, die bis 1936 im Großherzogtum Hessen wirkte und auf die insgesamt über 120 Neu- oder Umbauten zurückgehen. Zunächst arbeitete Adam Karl zusammen mit seinem älteren Bruder Friedrich Wilhelm Bernhard (1804–1861) im väterlichen Betrieb in Romrod, machte sich nach dessen Tod aber 1861 in Gambach mit großherzoglicher Genehmigung selbstständig. Dort war er als Lehrer tätig. Im Zusammenhang mit seinem Orgelneubau in Wingershausen (1870 bis 1872) wird Bernhard als „Mann mit 7 wackeren Söhnen und als Schullehrer in bescheidenen Verhältnissen lebend“ beschrieben. Seine größten Konkurrenten waren die Orgelbauer Johann Georg Förster und Wilhelm August Ratzmann. Unter dem Namen Gebrüder Bernhard führten die Söhne Karl Theodor und Karl Rudolf Bernhard die Gambacher Firma bis ins 20. Jahrhundert fort.

## Werkliste
Kursivschreibung gibt an, dass die Orgel nicht oder nur noch das historische Gehäuse erhalten ist. In der fünften Spalte bezeichnet die römische Zahl die Anzahl der Manuale, ein großes „P“ ein selbstständiges Pedal, ein kleines „p“ ein nur angehängtes Pedal. Die arabische Zahl gibt die Anzahl der klingenden Register an. Die letzte Spalte bietet Angaben zum Erhaltungszustand oder zu Besonderheiten.
| Jahr      | Ort                     | Kirche                         | Bild | Manuale | Register | Bemerkungen |
| --------- | ----------------------- | ------------------------------ | ---- | ------- | -------- | --- |
| 1840–1841 | Pohl-Göns               | Ev. Kirche                     |      | I/P     | 10       | Nach dem Zweiten Weltkrieg umdisponiert, 1981/82 von Gerald Woehl restauriert und auf ursprüngliche Disposition zurückgeführt        |
| 1842      | Leidhecken              | Ev. Kirche                     |      |         |          | Neubau; 1937 durch Förster & Nicolaus ersetzt                                                                                        |
| 1845–1847 | Beuern                  | Evangelische Kirche            |      | II/P    | 23       | Erhalten; Prospekt wurde in der Evangelischen Kirche Steinbach von Johann Georg Förster nachgebaut                                   |
| 1861      | Assenheim (Niddatal)    | Ev. Kirche                     |      | I/P     | 15       | Umbau der Orgel von Friedrich Dreuth (1786)                                                                                          |
| 1862      | Einartshausen           | Ev. Pfarrkirche                |      | I/P     | 8        | Neubau; 1964 durch Walcker-Orgel ersetzt                                                                                             |
| 1862      | Kirch-Göns              | Evangelische Kirche            |      | I/P     | 9        | Umdisponierung der Orgel von Johann Andreas Heinemann (um 1790) und Erweiterung um ein selbstständiges Pedal                         |
| 1866      | Klein-Karben            | Ev. Kirche                     |      | II/P    | 15       | Neubau; nicht erhalten |
| 1868      | Heuchelheim (Hessen)    | Martinskirche                  |      | I/P     | 9        | Hinter Prospekt aus dem 18. Jahrhundert, den Bernhard bei seinem Neubau 1866 in Klein-Karben in Zahlung nahm; 1926 Innenwerk ersetzt |
| 1869      | Massenheim (Bad Vilbel) | Evangelische Kirche Massenheim |      | I/P     | 7        | Erhalten |
| 1869–1870 | Nieder-Florstadt        | Ev. Kirche                     |      | II/P    | 19       | 1965–1967 durch Orgel von W. Bosch ersetzt                                                                                           |
| 1871      | Beienheim               | Ev. Kirche                     |      | I/P     | 12       | Überführung und Umbau der Nieder-Florstadter Orgel von Johann Friedrich Syer (um 1744)                                               |
| 1870–1872 | Wingershausen           | Ev. Kirche                     |      | I/P     | 8        | 1966 durch Orgel von Böttner ersetzt                                                                                                 |
| 1874      | Hochelheim              | Ev. Kirche                     |      | I/P     | 5 oder 7 | Vermutlich Neubau; 1906 durch Orgel von Hugo Böhm ersetzt                                                                            |
| 1874      | Uffhofen (Flonheim)     | Ev. Kirche                     |      | I/P     | 10       | Zusammen mit seinen Söhnen; 2019 Restaurierung                                                                                       |